# Projekt 1143
Projekt 1143 (také jako třída Kiev) je třída letadlových lodí sovětského námořnictva. V sovětské terminologii se jednalo o těžké letadlové křižníky, čemuž odpovídala i jejich mohutná výzbroj. Klasickou těžkou letadlovou loď totiž tehdy Sovětský svaz postavit nedovedl. Úkolem lodí byla podpora hladinových lodí a ponorek sovětského námořnictva.
V letech 1970–1987 byly postaveny celkem čtyři jednotky této třídy. Zatímco Kijev, Minsk a Novorrosijsk byly postaveny podle projektu 1143, poslední jednotka Baku (později přejmenovaná Admiral Gorškov) byla postavena ve zdokonalené verzi Projekt 1143.4. Na provoz těchto relativně nových lodí nebyly po rozpadu SSSR finance a proto byly první tři už v první polovině 90. let vyřazeny. Admiral Gorškov byla jako Vikramaditya prodána do Indie. Loď se po rozsáhlé modernizaci stala vítanou posilou indického námořnictva.